# Bargot Topong Julu
Bargot Topong Julu is een bestuurslaag in het regentschap Padang Lawas Utara van de provincie Noord-Sumatra, Indonesië. Bargot Topong Julu telt 514 inwoners (volkstelling 2010).